# Rabidosa santrita
Espèce
Synonymes
- Lycosa santrita Chamberlin & Ivie, 1942

Rabidosa santrita est une espèce d'araignées aranéomorphes de la famille des Lycosidae.

## Distribution
Cette espèce se rencontre aux États-Unis en Arizona et au Mexique au Sonora,,.

## Description
La femelle holotype mesure 22,0 mm et le mâle paratype 16,0 mm.

## Systématique et taxinomie
Cette espèce a été décrite sous le protonyme Lycosa santrita par Chamberlin et Ivie en 1942. Elle est placée dans le genre Rabidosa par Brady et McKinley en 1994.

## Publication originale
- Chamberlin & Ivie, 1942 : « A hundred new species of American spiders. » Bulletin of the University of Utah, vol. 32, no 13, p. 1-117 (texte intégral).